# Canon de marine de 20,3 cm SK C/34
Le canon de marine de 20,3 cm SK C/34 est le principal canon naval utilisé sur les croiseurs lourds allemands de la classe Admiral Hipper.

## Description
Ce canon fretté comprenait un tube avec frettes interne et externe ; le bloc de culasse coulissait horizontalement. La culasse était fermée avec une douille en laiton de 18 kg contenant 30 k de poudre sans fumée avec une amorce de 160 g de poudre à canon.  
Une gargousse contenant 21 kg de poudre sans fumée et 380 g de poudre à canon était chargée entre le projectile et la douille. Chaque arme pouvait tirer environ cinq coups par minute. L'espérance de vie utile d'un tube était de 510 charges complètes effectives (EFC).  
Le canon d'un poids de 20,7 t et d'une longueur de 60 calibres (L/60) était fabriqué par Krupp. Il tirait un projectile de 122 kg pouvant atteindre une portée maximum de 33 500 m avec une vitesse de 925 m/s. 
Les tourelles étaient de deux types différents : les tourelles A et D pesaient 249 tonnes et les tourelles B et C, équipées chacune d'un télémètre, pesaient 262 tonnes. Leur blindage était de 160 mm sur l'avant et 70 mm sur les côtés et la toiture.
Lors de la construction du Mur de l'Atlantique, des canons de 20,3 cm furent utilisés pour la défense côtière, en tourelle ou sur voie ferrée.

## Artillerie navale
Chaque navire possédait 8 pièces, placées en quatre tourelles doubles avec une élévation maximale de 37 degrés. Sur les navires de guerre allemands, les tourelles étaient nommées par des lettres. En partant de la proue jusqu'à la poupe, elles étaient nommées : A « Anton », B « Bruno », C « Cäsar » et D « Dora ».

## Canons de défense côtière
Les quatre tourelles destinées au croiseur Seydlitz n'ayant jamais été utilisées, elles furent adaptées à un usage terrestre afin de renforcer la défense des bases sous-marines présentes dans les grands ports de l'Atlantique.
Pour protéger la base sous-marine de Lorient, deux tourelles furent installées sur l'île de Groix pour former la batterie « Seydlitz » 5./MAA264. Le tir était dirigé par un PDT type S446 équipé d'un télémètre sous tourelle blindée.
Pour protéger La Rochelle, deux tourelles furent placées sur l'île de Ré pour former la batterie de marine « Karola » 4./MAA282. Le tir était dirigé par une tour PDT type S497 muni d'un télémètre sous tourelle blindée à son sommet.

## Canons sur affûts ferroviaires
Huit canons des croiseurs non achevés (Seydlitz et Lützow) ont été remis à l'armée et réadaptés sur affût ferroviaire sous le nom de 20.3 cm K (E) (en). 
Six exemplaires de ce canon seront capturés par les Alliés en Normandie.

## Trajectoires des types d'obus
| Portée | Élévation | Temps de vol | Descente | Vitesse d'impact |
| ------ | --------- | ------------ | -------- | ---------------- |
| 5 km   | 1° 54′    | 6 s          | 2° 06′   | 744 m/s          |
| 10 km  | 4° 24′    | 14 s         | 6° 06′   | 587 m/s          |
| 15 km  | 8° 06′    | 23 s         | 12° 48′  | 463 m/s          |
| 20 km  | 13° 18′   | 36 s         | 23° 36′  | 382 m/s          |
| 25 km  | 20° 18′   | 51 s         | 36° 48′  | 353 m/s          |
| 30 km  | 29° 06′   | 69 s         | 48° 48′  | 363 m/s          |

### Canons équivalents étrangers
- Canon de marine de 8 pouces BL Mk VIII, équivalent britannique
- Canon de 203 mm modèle 1924, équivalent français
- Canon de marine de 203 mm/50 calibres, équivalent italien
- Canon de marine 20 cm/50 calibres type 3e année, équivalent japonais
- Canon de 8 pouces/55 calibres, équivalent américain